# Нейронні мережі в медицині
Медична діагностика у доповненні із нейронною мережею (наприклад, штучною) дає можливість значно підвищити специфічність методу, не знижуючи його чутливості.
Пригадаємо, що нейронна мережа, що діагностує інфаркт, працювала з великим набором параметрів, вплив яких на постановку діагнозу людині неможливо оцінити. Проте нейромережі виявилися здатними ухвалювати рішення, ґрунтуючись на тих, що виявляються ними прихованих закономірностях в багатовимірних даних. Відмінна властивість нейромереж полягає в тому, що вони не програмуються — не використовують ніяких правил виводу для постановки діагнозу, а навчаються робити це на прикладах. У цьому сенсі нейромережі зовсім не схожі на експертні системи, розробка яких в 70-і роки відбувалася після тимчасової «перемоги» штучного Інтелекту над тим підходом до моделювання пам'яті, розпізнавання образів і узагальнення, яке ґрунтувалося на вивченні нейронної організації мозку.
Однією з найвідоміших розроблених експертних систем, дія яких ґрунтувалася на знаннях, які дізнаються у експертів, і на реалізації процедур виводу, була система MYCIN. Дану систему розробили в Стенфорді на початку 70-х років для діагностики септичного шоку. Половина хворих вмирала від нього протягом доби, а лікарі могли виявляти сепсис лише в 50 % випадків. MYCIN, здавалося, була справжнім тріумфом технології експертних систем — адже вона дозволяла виявити сепсис в 100 % випадків. Проте після уважнішого знайомства з цією експертною системою лікарі значно удосконалили традиційні методи діагностики, і MYCIN втратив своє значення, перетворившись на навчальну систему. Експертні системи «пішли» тільки в кардіології — для аналізу електрокардіограм. Складні правила, які складають головний зміст книг по клінічному аналізу ЕКГ, використовувалися відповідними системами для видачі діагностичного висновку.
Діагностика є окремим випадком класифікації подій, причому найбільшу цінність представляє класифікація тих подій, які відсутні в навчальному наборі. Тут виявляється перевага нейромережевих технологій — вони здатні здійснювати таку класифікацію, узагальнюючи колишній досвід і застосовуючи його в нових випадках.

## Конкретні системи
Прикладом програми діагностики служить пакет кардіодіагностіки, розроблений фірмою RES Informatica спільно з Центром кардіологічних досліджень в Мілані. Програма дозволяє здійснювати неінвазивну кардіодіагностіку на основі розпізнавання спектрів тахограм. Тахограма є гістограмою інтервалів між послідовним серцебиттям, і її спектр відображає баланс активностей симпатичної і парасимпатичної нервової системи людини, що специфічно змінюється при різних захворюваннях.
Так або інакше, вже зараз можна констатувати, що нейронні мережі перетворюються на інструмент кардіодіагностіки — в Англії, наприклад, вони використовуються в чотирьох госпіталях для попередження інфаркту міокарду.
У медицині знаходить застосування і інша особливість нейромереж — їх здатність передбачати тимчасові послідовності. Вже наголошувалося, що експертні системи досягли успіху в аналізі ЕКГ. Нейромережі тут теж приносять користь. Ки Чженху, Ю Хену і Вілліс Томпкінс з університету штату Вісконсин розробили нейромережову систему фільтрації електрокардіограм, що дозволяє пригнічувати нелінійний і нестаціонарний шум значно краще, ніж методи, що раніше використалися. Річ у тому, що нейромережа добре передбачала шум по його значеннях в попередні моменти часу. А те, що нейромережі дуже ефективні для прогнозу тимчасових послідовностей (таких, наприклад, як курс валют або котирування акцій), переконливо продемонстрували результати змагання програм, що передбачали, проводяться університетом в Санта Фе, — нейромережі зайняли перше місце і домінували серед найкращих методів.

## Можливості застосування нейромереж
ЕКГ — це приватне, хоча і виключно важливе застосування. Проте сьогодні існує і багато інших прикладів використання нейромереж для медичних прогнозів. Відомо, що довгі черги в кардіохірургічні відділення (від тижнів до місяців) викликані браком реанімаційних палат. Збільшити їхню кількість не вдається через високу вартість реанімаційної допомоги (70% засобів американці витрачають в останніх 2 тижні життя саме в цьому відділенні).
Вихід тільки в ефективнішому використанні наявних засобів. Припустимо, що стан прооперованих в деякий день хворих настільки важкий, що їм необхідне їх тривале перебування в реанімаційній палаті (більше двох діб). Весь цей час хірурги простоюватимуть, оскільки знов прооперованих хворих нікуди класти. Важких хворих розумно оперувати перед вихідними або святами — операційні все одно закриті в ці дні, хірурги відпочиватимуть, а хворі відновлюватися в реанімації. А ось на початку робочого тижня найкраще прооперувати тих пацієнтів, яким потрібно буде знаходитися в реанімаційній палаті тільки один-два дні. Тоді ліжка в реанімації звільнятимуться швидше і приймати нових, прооперованих у вівторок і середу хворих.
Питання в тому, як вгадати, кому доведеться надовго затриматися в блоці інтенсивної терапії після операції, а кому — ні. Джек Ту і Майкл Гуерір з госпіталю Святого Михайла університету в Торонто використовували нейронні мережі для такого прогнозу. Як початкові дані вони узяли тільки ті відомості про пацієнта, які відомі в передопераційний період. Відмітимо, що в попередніх роботах, що не використовують нейронні мережі, як чинники підвищеного ризику перебування в реанімації застосовувалися також важливі післяопераційні відомості — різні ускладнення, що виникли в ході хірургічного втручання.
Ту і Гуерір навчили двошаровий персептрон розділяти хворих на три групи ризику, враховуючи їх вік, стать, функціональний стан лівого шлуночку, ступінь складності майбутньої операції і наявність супутніх захворювань. З тих пацієнтів, яких мережа віднесла до групи малого ризику затримки в реанімації, тільки 16,3% дійсно провели в ній більше двох днів. В той же час понад 60% з тих, кого мережа віднесла в групу підвищеного ризику, виправдали несприятливий прогноз.

## Боротьба з раком
Ми приділяли особливу увагу серцево-судинним захворюванням, оскільки саме вони утримують сумне лідерство в списку причин смертності. На другому місці знаходяться онкологічні захворювання. Один з головних напрямів, в якому зараз йдуть роботи по використанню нейронних мереж, — діагностика раку молочної залози. Ця недуга — причина смерті кожної дев'ятої жінки.
Виявлення пухлини здійснюється в ході первинного рентгенографічного аналізу молочної залози (мамографії) і подальшого аналізу шматочка тканини новоутворення (біопсії). Попри існування загальних правил диференціювання доброякісних і злоякісних новоутворень, за даними мамографії, тільки від 10 до 20 % результатів подальшої хірургічної біопсії дійсно підтверджують наявність рака молочної залози. Знову ми маємо справу з випадком вкрай низької специфічності методу.
Дослідники з університету Дьюка навчили нейронну мережу розпізнавати мамограми злоякісної тканини на основі восьми особливостей, з якими зазвичай мають справу радіологи. Виявилось, що мережа здатна вирішувати поставлену задачу з чутливістю близько 100 % і специфічністю 59 % (порівняєте з 10-20 % у радіологів). Скільки жінок з доброякісними пухлинами можна не піддавати стресу, пов'язаному з проведенням біопсії, якщо використовувати цю нейронну мережу! У клініці Майо (Міннесота) нейромережа аналізувала результати ультразвукового дослідження молочної залози і забезпечила специфічність 40 %, тоді як для тих же жінок специфічність висновку радіологів виявилася нульовою. Чи не так, успіх використання нейромережевих технологій виглядає зовсім не випадковим?
Після лікування раки молочної залози можливі рецидиви виникнення пухлини. Нейромережі вже допомагають ефективно їх передбачати. Подібні дослідження проводяться на медичному факультеті Техаського університету. Навчані мережі показали свої здібності виявляти і враховувати дуже складні зв'язки прогностичних змінних, зокрема, їх потрійні зв'язки для поліпшення здатності, що передбачає.
Різноманітні можливості застосування нейромереж в медицині, і різноманітна їх архітектура. На основі прогнозу віддалених результатів лікування захворювання тим або іншим методом можна віддати перевагу одному з них. Значного результату в прогнозі лікування рака яєчника (хвороба кожної сімдесятої жінки) добився відомий голландський фахівець Герберт Каппен з університету в Німегене (він використовує в своїй роботі не багатошарові персептрони, а так звані Машини Больцмана — нейромережі для оцінки ймовірності).
А ось приклад іншого онкологічного захворювання. Дослідники з медичної школи в Кагаве (Японія) навчили нейромережу, яка практично безпомилково прогнозувала за передопераційними даними результати резекції печінки у хворих печінково-клітинною карциномою.
У Троїцькому інституті інноваційних і термоядерних досліджень (ТРІНІТІ) в рамках того, що реалізовується Міністерством науки проекту створення нейромережевих консультаційних систем була розроблена нейромережева програма, яка вибирає метод лікування базальноклітинного раку шкіри (базаліоми) на основі довгострокового прогнозу розвитку рецидиву. Число захворювань базаліомою — онкологічною недугою білошкірих людей з тонкою шкірою — складає третину всіх онкологічних захворювань.
Діагностика однієї з форм меланоми — пухлини, яку іноді непросто відрізнити від пігментної форми базаліоми, була реалізована за допомогою нейромережевого симулятора Multineuron, розробленого у ВЦ СОАН в Красноярську під керівництвом А. Н. Горбаня.[джерело?]
Нейромережі можна використовувати і для прогнозу дії різних засобів лікування, що розробляються. Вони вже успішно застосовуються в хімії для прогнозу властивостей з'єднань на основі їх молекулярної структури. Дослідники з Національного інституту раку в США використовували нейромережі для прогнозу механізму дії препаратів, вживаних при хіміотерапії злоякісних пухлин. Відмітимо, що існують мільйони різних молекул, які необхідно досліджувати на предмет їх антиракової активності. Фахівці Інституту раку розбили відомі онкологічні препарати на шість груп відповідно до механізму їх дії на ракові клітини і навчили багатошарові мережі класифікувати нові речовини і розпізнавати їх дію. Як початкові дані використовувалися результати експериментів по придушенню зростання кліток з різних пухлин. Нейромережева класифікація дозволяє визначити, які з сотень молекул, що щодня апробовуються, варто вивчати далі у вельми дорогих експериментах in vitro та in vivo. Для вирішення аналогічного завдання використовувалися і мережі Кохонена. Ці навчані без вчителя нейромережі, які самоорганізувалися, розбивали речовини на заздалегідь невідоме число кластерів і тому далечіні дослідникам можливість ідентифікувати речовини, що володіють новими цитотоксичними механізмами дії.

## Нейросистеми, генетика і молекули
Діагностика і лікування онкологічних захворювань, а також розробка нових медикаментозних засобів поза сумнівом є найважливішою сферою застосування нейромережевих технологій. Проте останнім часом серед дослідників і лікарів росте усвідомлення того факту, що майбутні успіхи мають бути тісно пов'язані з вивченням молекулярних і генетичних причин розвитку захворювань.
Не випадково в квітні 1997 року експерти Національного інституту здоров'я (США) виступили з рекомендаціями по посиленню досліджень, пов'язаних з виявленням причин, що викликають рак, і розробок, направлених на попередження хвороб. Нейромережі вже досить давно активно застосовуються в аналізі послідовностей геномів ДНК, зокрема для розпізнавання промоторів — ділянок, передуючих генам і пов'язуваних з білком РНК-ПОЛІМЕРАЗА, який ініціює транскрипцію. Їх використовують для диференціації кодуючих і некодуючих ділянок ДНК (екзонов і інтронов) і прогнозу структури білків.
У 1996 році було зроблено сенсаційне відкриття, що зв'язало фундаментальні дослідження в молекулярній генетиці з проблемою патогенезу і лікування найпоширенішого онкологічного захворювання, — базальнокліткового раку шкіри. Дослідники виявили в дев'ятій хромосомі людини ген (РТС), мутації в якому, на відміну від гена p53, викликані дією ультрафіолету і є причиною розвитку пухлини. Ключем до відкриття стало вивчення так званого гена латочки, зміни в якому стимулювали дефекти розвитку плодової мушки і той факт, що у дітей, що страждають від дефектів розвитку кісткової тканини (базальний невусний синдром), часто є множинні базаліоми.
Тепер генетики і лікарі сповнені надій знайти медикаментозний кошт лікування базаліоми або використовувати методи генної хірургії, і замінити ними такі нещадні методи лікування, як звичайна лазерна, рентгенівська і кріохірургія. Чи можуть нейронні мережі виявитися корисними для цих досліджень? Зокрема, чи не можна з їх допомогою оцінити можливий вплив певної мутації на зміну властивостей відповідних білків або оцінити її прогностичне значення, скажімо, для розвитку рецидиву раку молочної залози?
Якби це можна було зробити, то нейромережі значно зменшили б зону пошуку для молекулярних біологів, які часто «на дотик» провідять дуже дорогі експерименти за оцінкою ролі мутацій в молекулі ДНК. Нагадаємо, що до розвитку злоякісних пухлин приводить неконтрольоване зростання і ділення клітин. Геном людини, в якій записана інформація про всіх вироблюваних в організмі білок, налічує близько трьох мільярдів нуклеотидів. Але тільки 2-3 % з них дійсно кодують білки — останні потрібні самій ДНК для підтримки правильної структури, реплікації і іншого.
У послідовностях геномів ДНК можна приблизно виділити три складові: у першій містяться численні копії однакових фрагментів (ДНК сателіта); у другій знаходяться послідовності, що помірно повторюються, розсіяні по геному; а в третій — унікальна ДНК. У ДНК сателіта різні копії представлені неоднаково — їх чисельність варіюється від сотень до мільйонів. Тому вони зазвичай ще підрозділяються на міні- і мікросателітів.
Чудово, що розподіл мікросателітів по геному такий специфічний, що може використовуватися як аналог відбитків пальців для людини. Вважають також, що цей розподіл може бути використаний і для діагностики різних захворювань.
У прихованому вигляді повтори нуклеотидних послідовностей грають важливу роль і в унікальних послідовностях ДНК. Згідно з гіпотезою Френсиса Кріка, еволюція ДНК починається від квазіперіодичних структур, і якщо ми зможемо знайти приховані повтори, то дізнаємося, де відбулися мутації, що визначили еволюцію, а значить, знайдемо і якнайдавніші, і найважливіші ділянки, мутації в яких найбільш небезпечні. Розподіл прихованих повторів також тісно пов'язаний із структурою і функцією білків, що кодуються відповідною послідовністю.
У ТРІНІТІ була розроблена система, в якій для пошуку прихованих повторів і оцінки ролі мутацій в послідовностях ДНК використовуються модифікації нейромереж Хопфілда. Є надія, що цей підхід можна буде використовувати для узагальненого спектрального аналізу послідовностей даних вельми загального вигляду, наприклад, для аналізу електрокардіограм.

## Нейромережі крокують по планеті
Географія дослідницьких груп, які застосовують нейромережі для розробки медичних застосувань, дуже широка.
Про США годі і говорити — в університеті кожного штату ведуться подібні дослідження, причому головний їх напрям — рак молочної залози. Та що там університети — військові академії цим теж займаються.[джерело?]
У Чехії Іржі Шима розробив теорію навчання нейронних мереж, здатних ефективно працювати з так званими інтервальними даними (коли відомі не значення параметра, а інтервал його зміни), і використовує їх в різних медичних застосуваннях. У Китаї співробітники Інституту атомної енергії навчили нейромережу відрізняти хворих з легенями і важкими захворюваннями епітелію стравоходу від тих, хто страждає раком стравоходу, на основі елементного аналізу нігтів.[джерело?]
У Росії в НІЇЯФ МГУ нейромережі застосовуються для аналізу захворювань органів слуху.[джерело?]
Нарешті, в Австралії Джордж Хрістос використовував теорію нейронних мереж для побудови першої гіпотези про причини загадкового синдрому раптової смерті новонароджених.[джерело?]
Вчені Дослідницького центру неврологічних розладів штучного інтелекту та дослідницька група Столичного медичного університету в Китаї надали ШІ під назвою BioMind тисячі зображень захворювань, пов’язаних із нервовою системою. У змаганнях із двох раундів BioMind правильно діагностував 85% випадків за 18 хвилин у порівнянні з групою найкращих неврологів, яка досягла лише 64% точності за 50 хвилин.
Штучний інтелект, який розробляє білки, створює ліки, про які люди навіть не мріяли (2022). Вчені з Університету Вашингтона використали алгоритм глибокого навчання, щоб не лише передбачити загальну площу функціонального сайту білка, але й сформувати структуру. Команда використовувала нове програмне забезпечення для створення ліків, які "борються з раком", і створювала вакцини проти звичайних, хоча іноді й смертельних, вірусів. Як зазначив провідний науковець у дослідженні д-р Девід Бейкер, «Глибоке навчання трансформувало прогнозування структури білка за останні два роки, зараз ми перебуваємо в середині подібної трансформації дизайну білка».

### Книги
- Lidströmer, Niklas; Ashrafian, Hutan (2022). Artificial intelligence in medicine. Cham. ISBN 978-3-030-64573-1.
- Kubben, Pieter; Dumontier, Michel; Dekker, A. L. A. J. (2019). Fundamentals of clinical data science. Cham, Switzerland. ISBN 978-3-319-99713-1.
- MIT Critical Data (2019). Secondary analysis of electronic health records. Cham, Switzerland. ISBN 978-3-319-82899-2.
- Dalianis, Hercules (2018). Clinical Text Mining Secondary Use of Electronic Patient Records (1st ed). Cham: Springer International Publishing. ISBN 978-3-319-78503-5.

### Журнали
- Artificial Intelligence in Medicine[відсутнє в джерелі]

### Статті
- Вдовиченко М. Використання нейронних мереж в медицині / М. Вдовиченко; наук. кер. О.В. Ольшевська // Стан, досягнення і перспективи інформаційних систем і технологій: матеріали XX Всеукр. наук.-техн. конф. молодих вчених, аспірантів та студентів, Одеса, 21-22 квіт. 2020 р. / Одес. нац. акад. харч. технологій, ННІ комп'ютер. систем і технологій «Індустрія 4.0» ім. П. М. Платонова. — Одеса: ОНАХТ, 2020. — Ч. ІІ. — С.30.
- Ilker Ozsahin, Dilber Uzun Ozsahin, Chapter 7 — Neural network applications in medicine, Editor(s): Walid Zgallai, In Developments in Biomedical Engineering and Bioelectronics, Biomedical Signal Processing and Artificial Intelligence in Healthcare, Academic Press, 2020, Pages 183—206, ISSN 25897527, ISBN 9780128189467, https://doi.org/10.1016/B978-0-12-818946-7.00007-X.
- Shahid N, Rappon T, Berta W. Applications of artificial neural networks in health care organizational decision-making: A scoping review. PLoS One. 2019 Feb 19;14(2): e0212356. doi:10.1371/journal.pone.0212356. PMID 30779785.
- (англ.)Нейронні мережі і перспективи їх використання у судовій медицині. Н. Козань. ІФНМУ, м. Івано-Франківськ, 2017, Ukraine DOI: https://doi.org/10.24061/2707-8728.1.2017.21